# Smalle aster
Smalle aster of kleine aster (Symphyotrichum lanceolatum, synoniemen: Aster lanceolatus, Aster tradescantii) is een overblijvend kruid van de composietenfamilie. Het geslacht bevat ongeveer 90 soorten eenjarige en overblijvende planten die vroeger onder het geslacht Aster geplaatst werden. Het merendeel van deze soorten in dit geslacht zijn inheems in Noord-Amerika. Veel Amerikaanse soorten, waaronder Symphyotrichum lanceolatum worden buiten hun oorspronkelijke verspreidingsgebied gekweekt als sierplant. Vele daarvan zijn ingeburgerd of worden beschouwd als een invasieve soort met een negatieve invloed op het milieu.

## Beschrijving

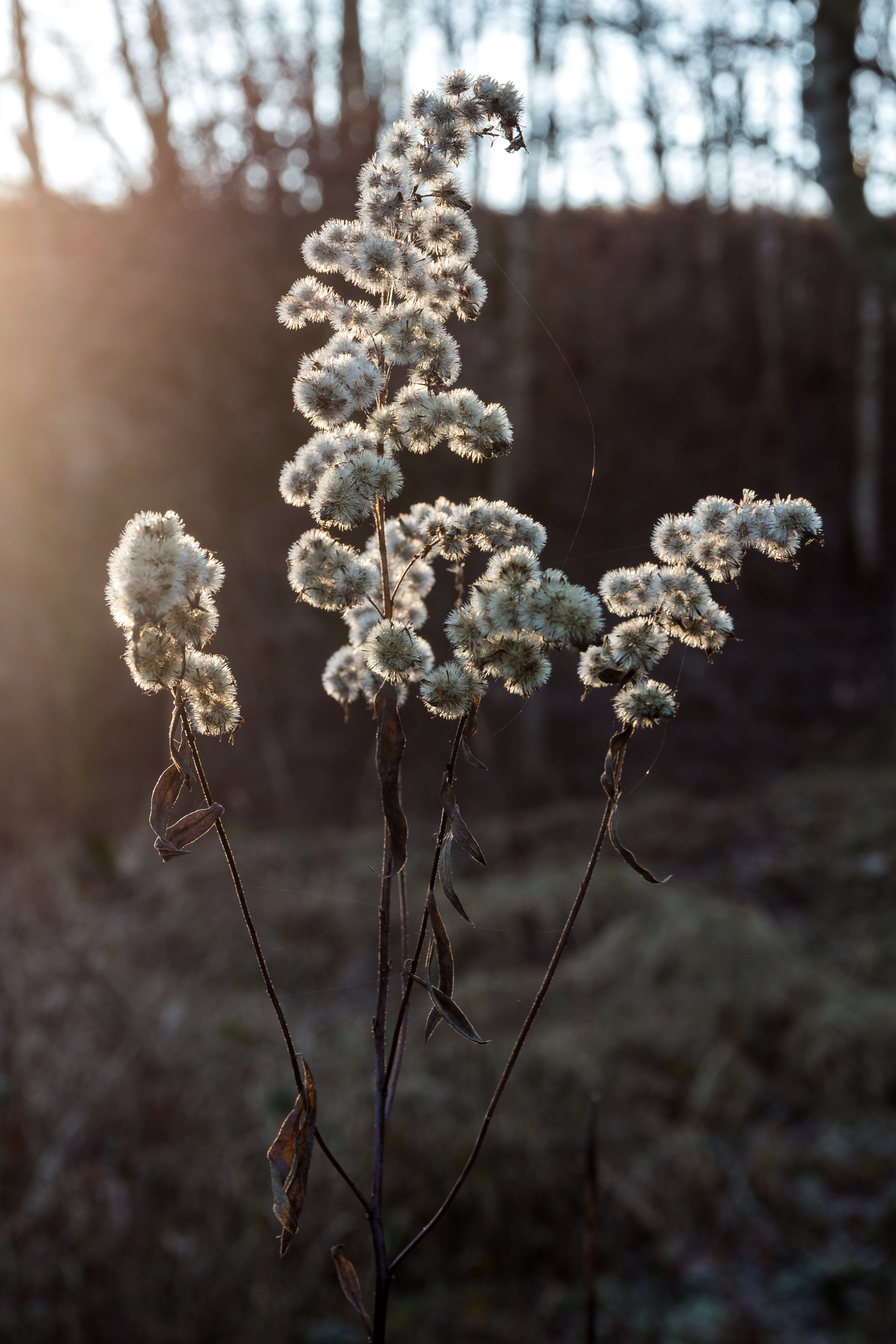
S. lanceolatum met vruchten, Duitsland

Deze overblijvende kruidachtige soort heeft een dikke, rechtopstaande stengel die vaak 1,5 meter hoog of zelfs 2 meter hoog kan worden. Het heeft een stevige wortelstok en kan zich hiermee verspreiden en een kolonie vormen. De bladeren hebben gevleugelde bladstelen en kunnen de stengel aan de basis omhullen. De grootste, nabij de basis van de plant, zijn ongeveer 15 centimeter lang. Hoger aan de stengel zijn de bladeren kleiner. De onderste bladeren kunnen getande randen hebben.
De bloeiwijze is meestal een grote, vertakte pluim met veel bloemhoofdjes van verschillende grootte. Er zijn 16 tot 50, wit of zeer licht gekleurde, later vaak rood verkleurende lintbloemen per hoofdje van 3 tot 14 mm lang in blauw, roze of wit. De 20–40 buisbloemen zijn geel en worden paars of roodachtig. Het hoofdje is 3–8 mm groot en heeft 4-6 rijen, liniaal-lancetvormige tot liniaalvormige (binnenste) omwindselbladen. De bovenkant is spaarzaam behaard. De buitenste omwindselbladen zijn soms bladachtig.
De vrucht is een grijs of geelbruin, omgekeerd eirond, afgeplat nootje met vruchtpluis. Het nootje is 1,5–2 mm groot, heeft 4–5 ribben en is spaarzaam behaard. Het 5,5–6 mm lange vruchtpluis is wit of vuilgrijs tot geelbruin.

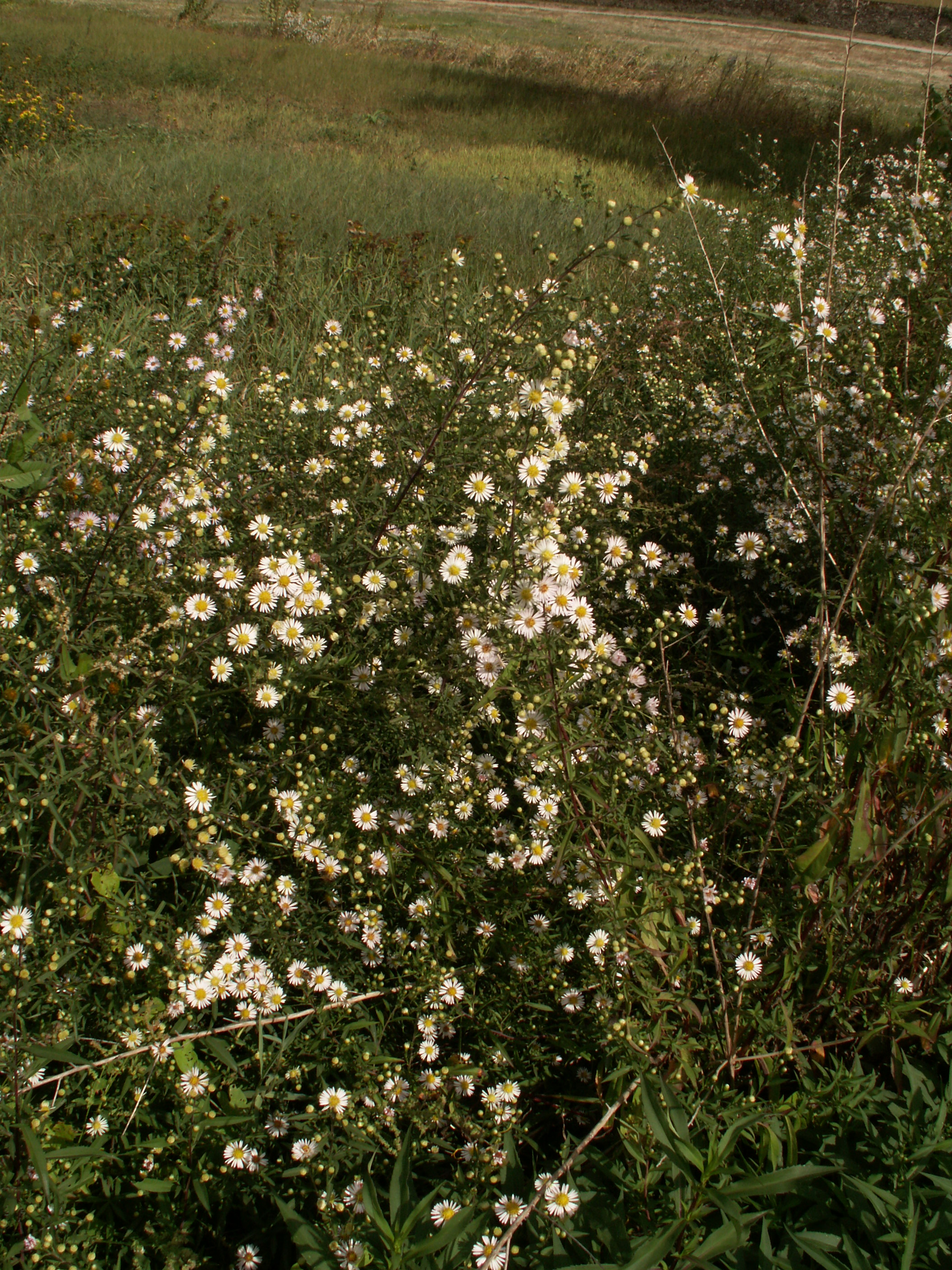
Plant
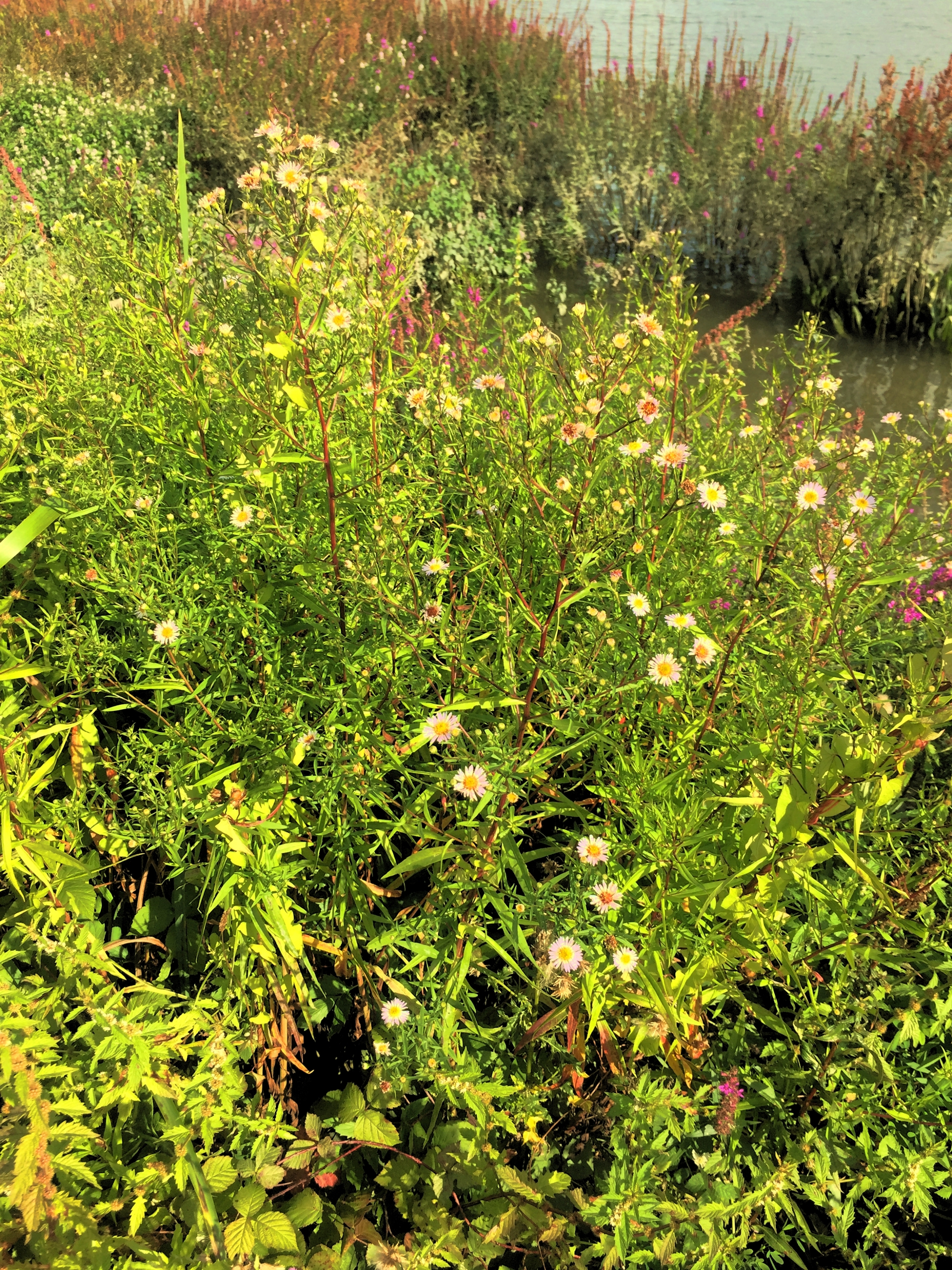
Lancetbladige Aster in het getijderivierengebied (Nieuwe Maas)
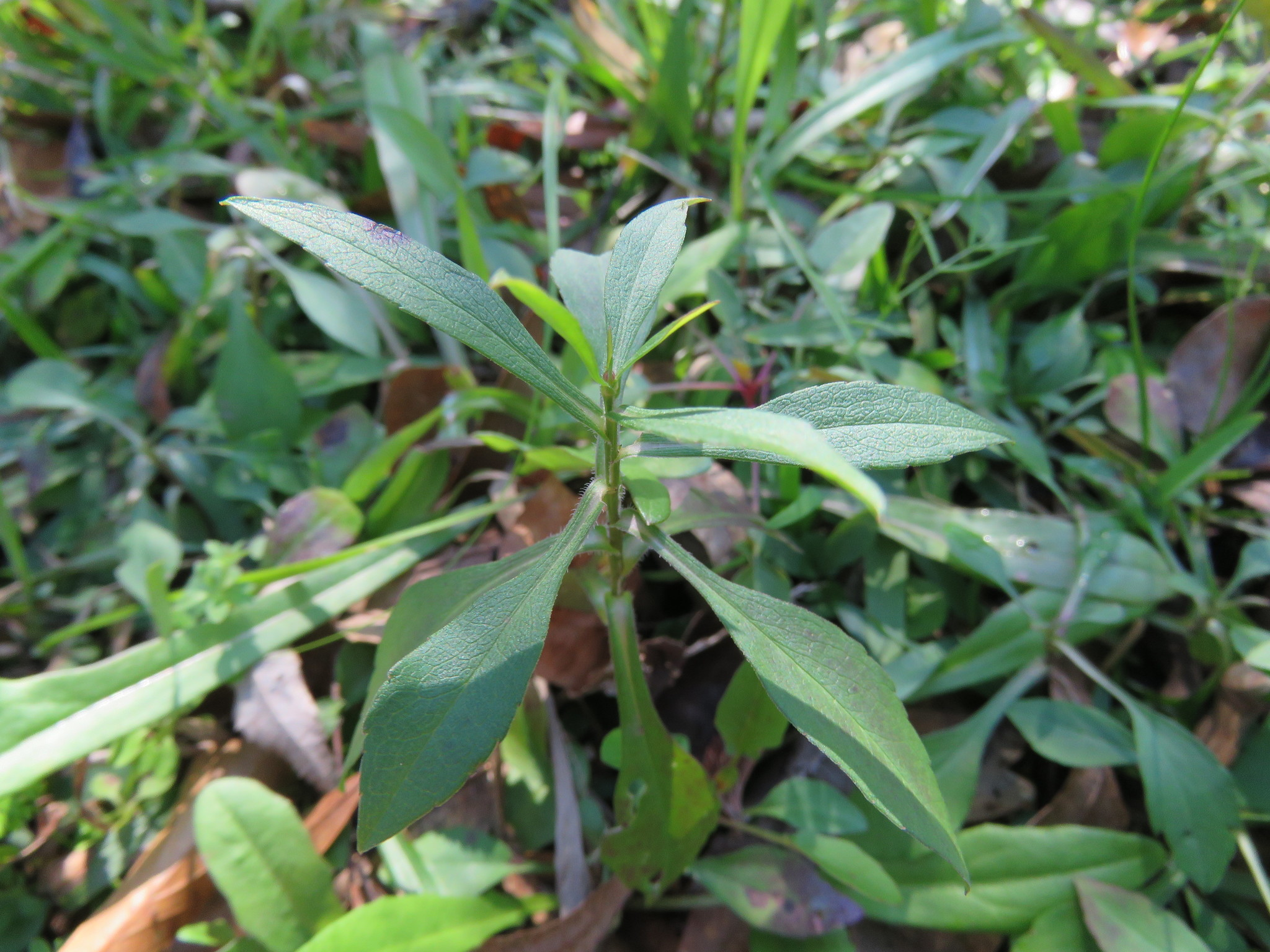
Bladeren
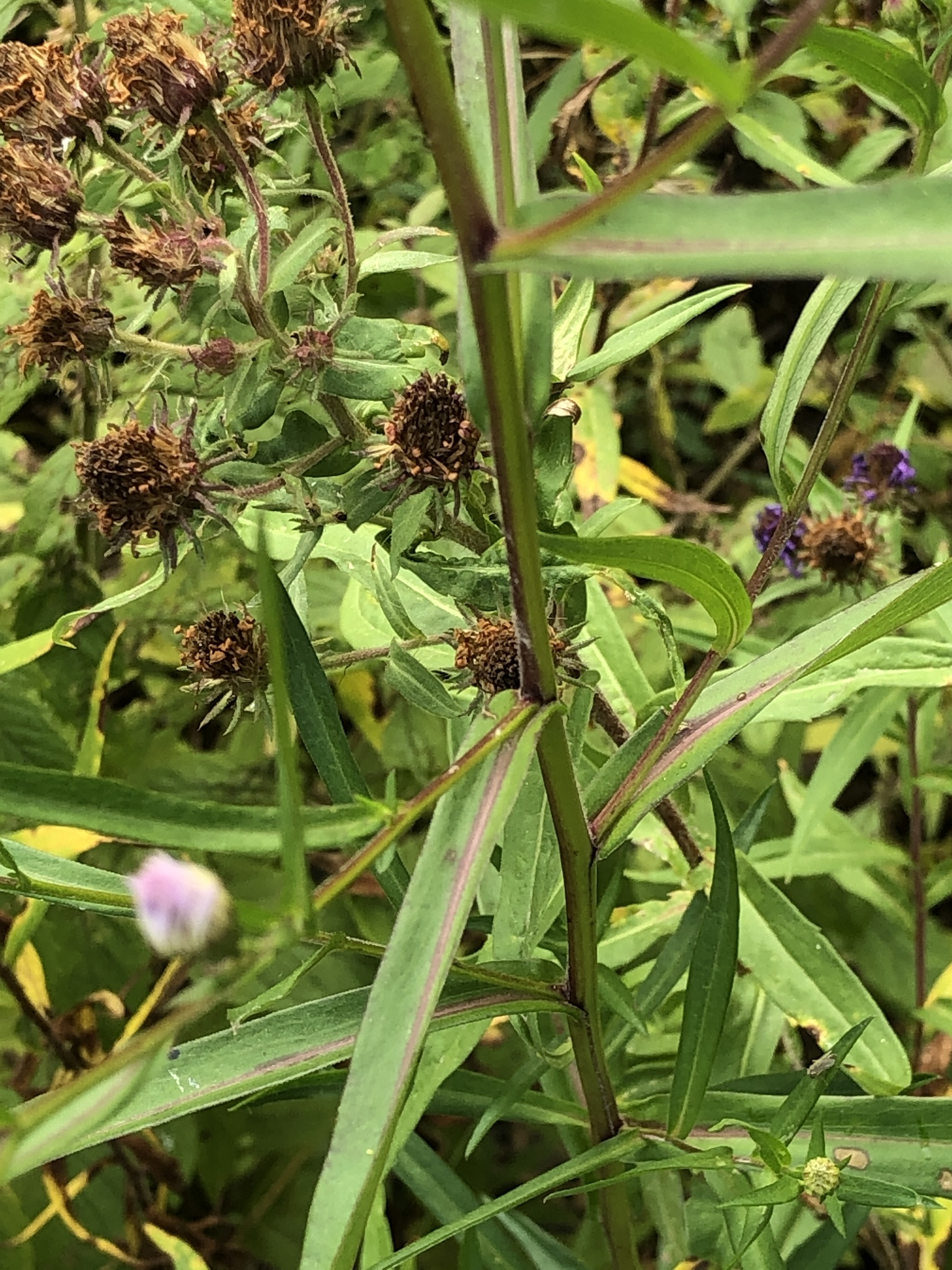
Blad
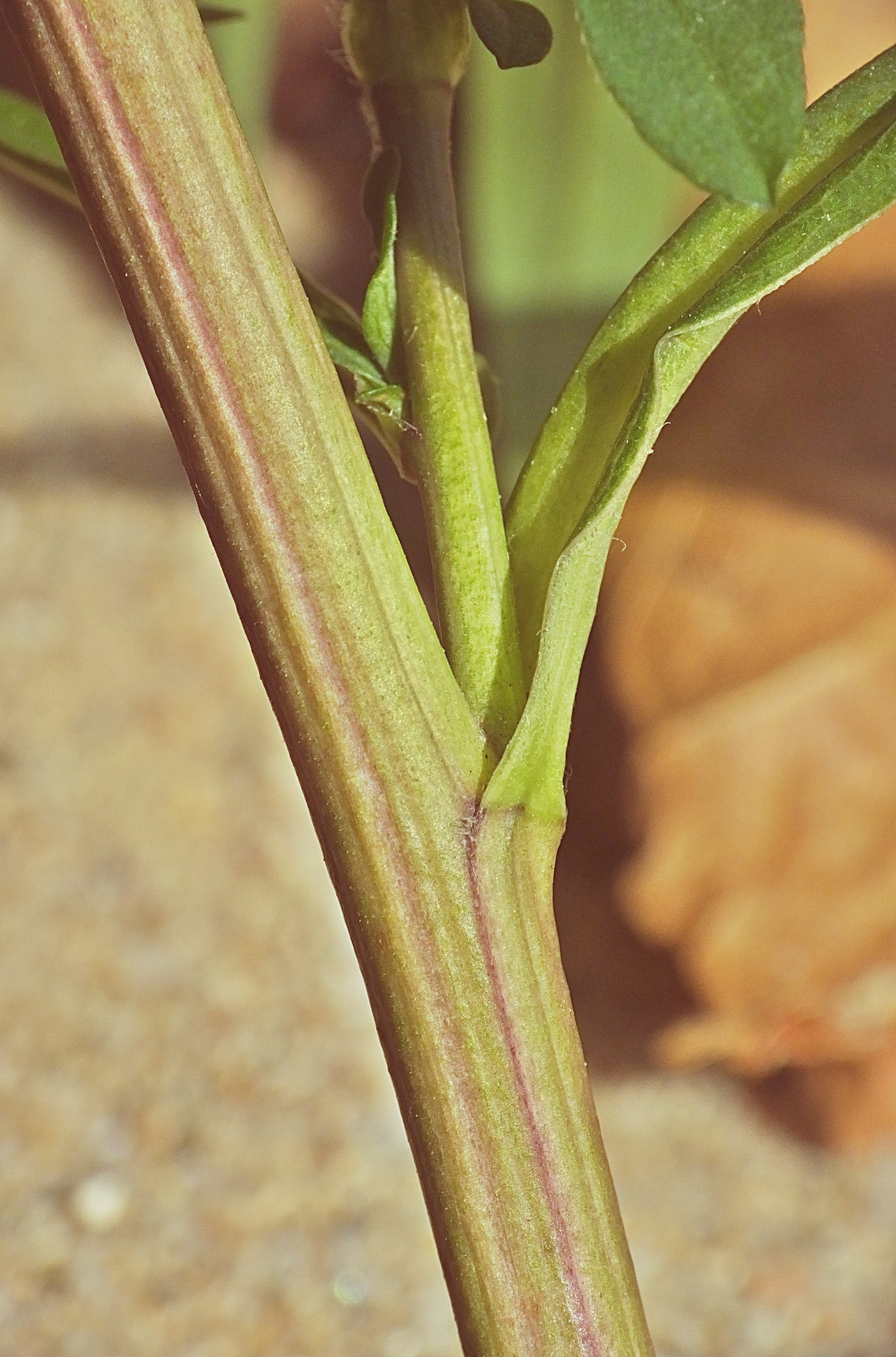
Bladvoet
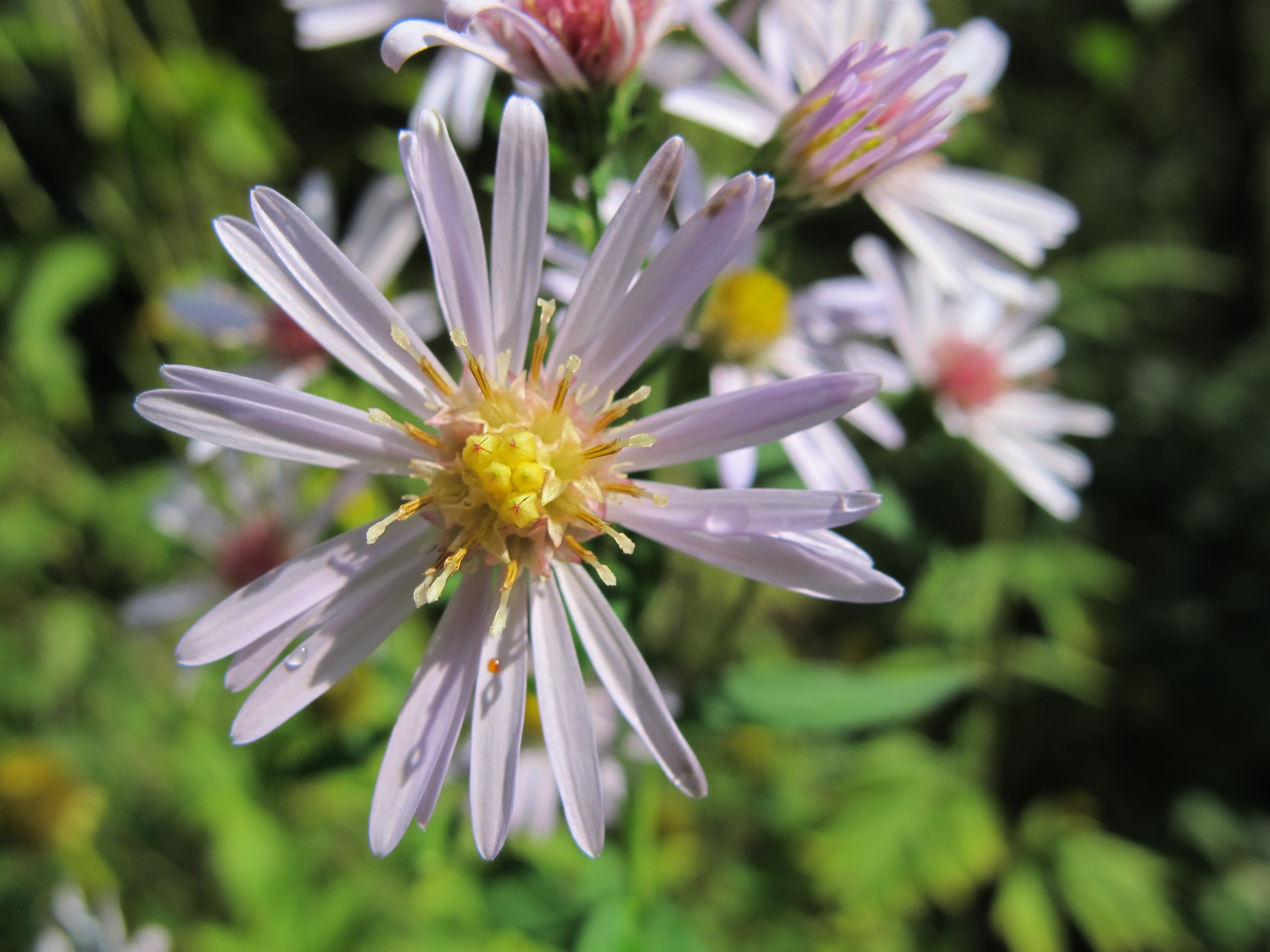
Bloem met open buisbloemen
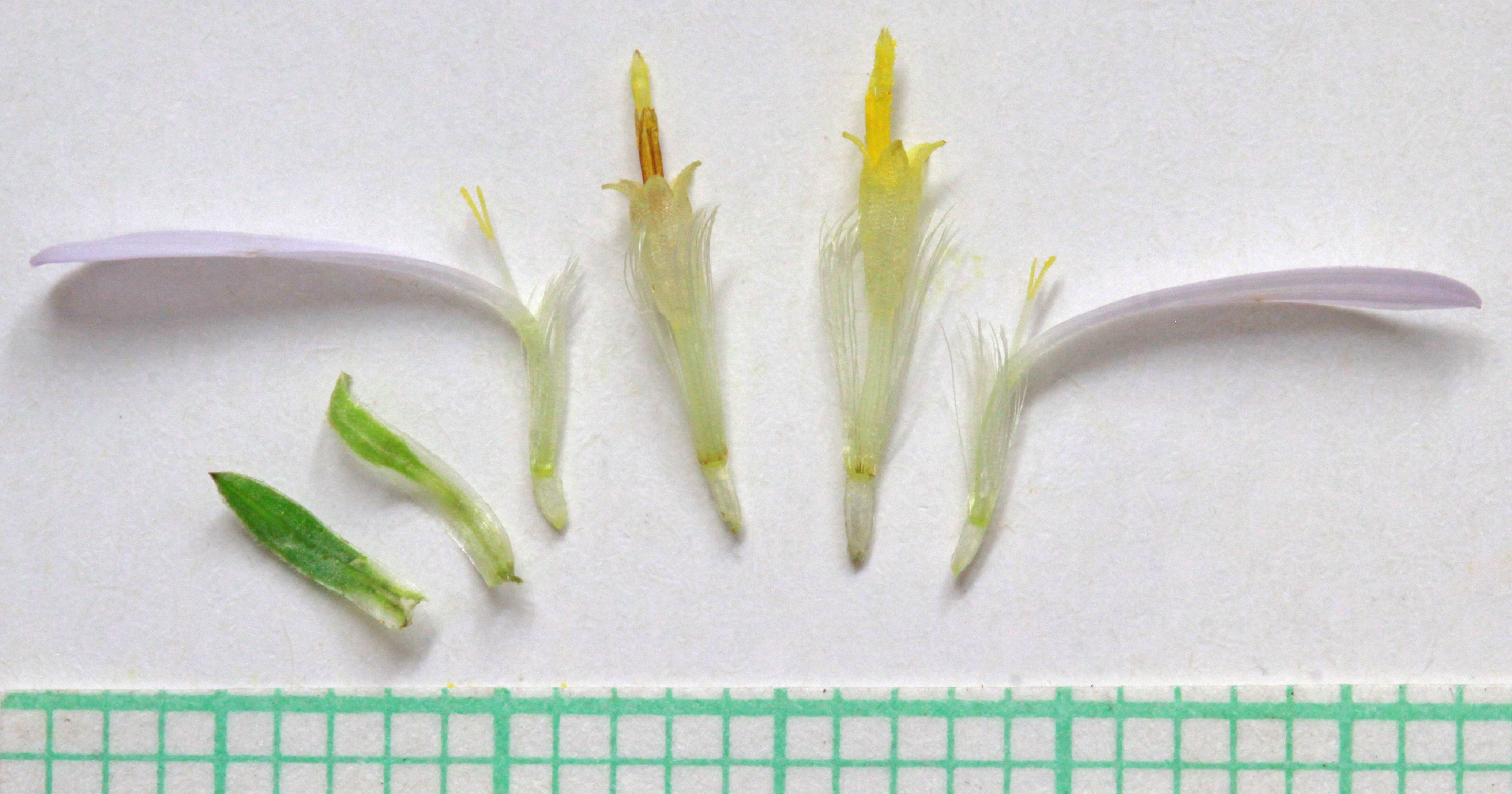
Twee omwindselbladen, lintbloemen en buisbloemen
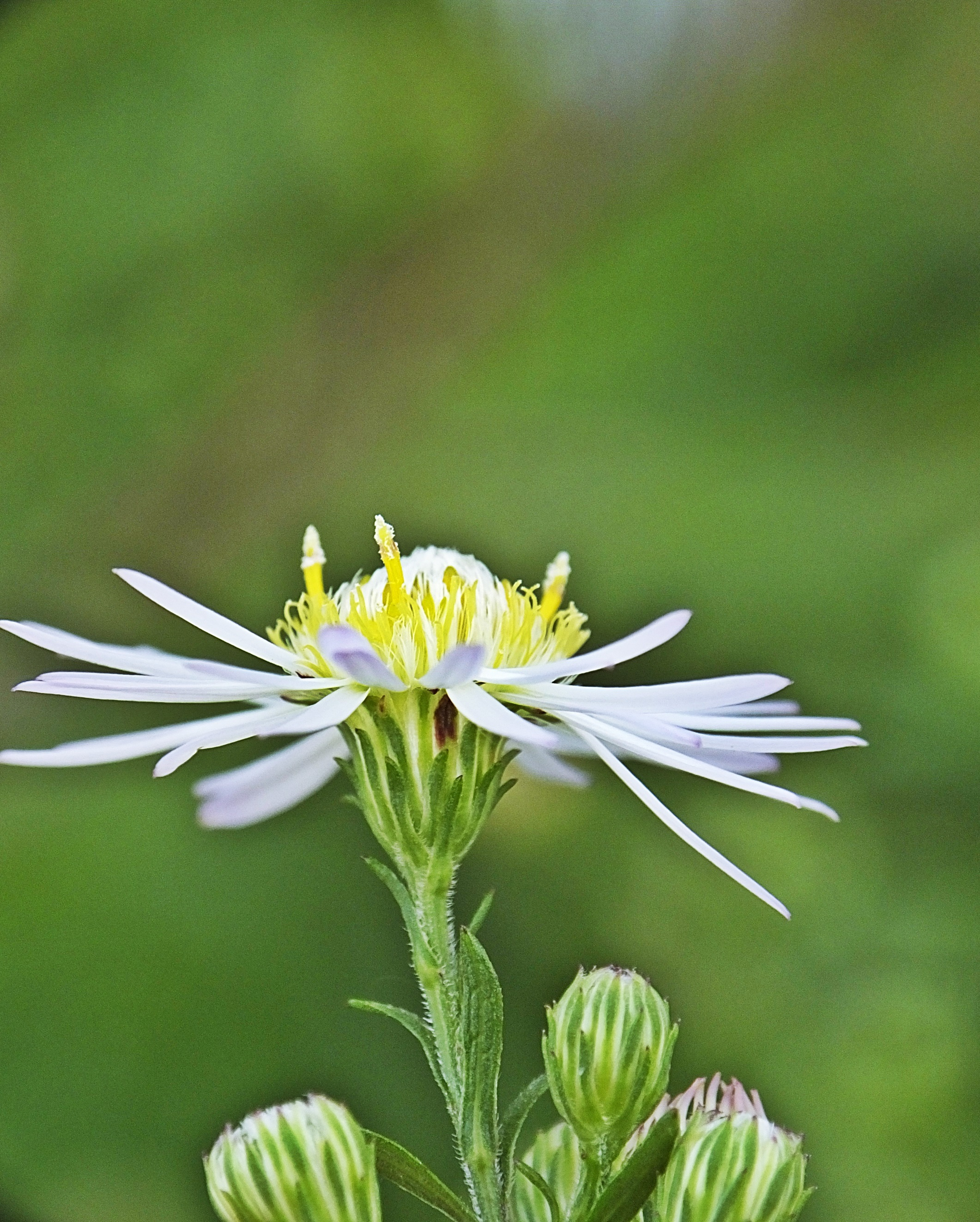
Omwindsel
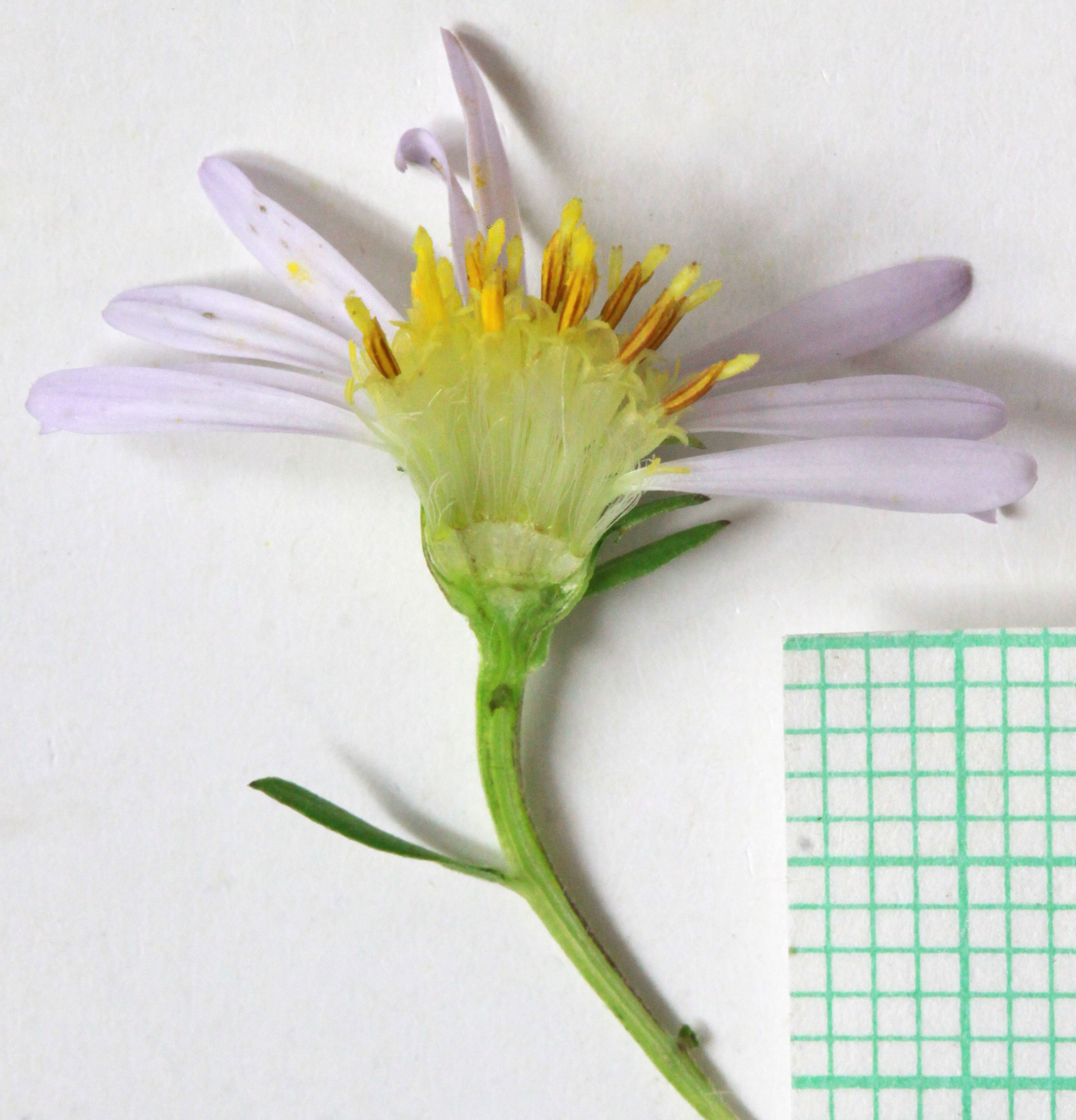
Doorsnede hoofdje
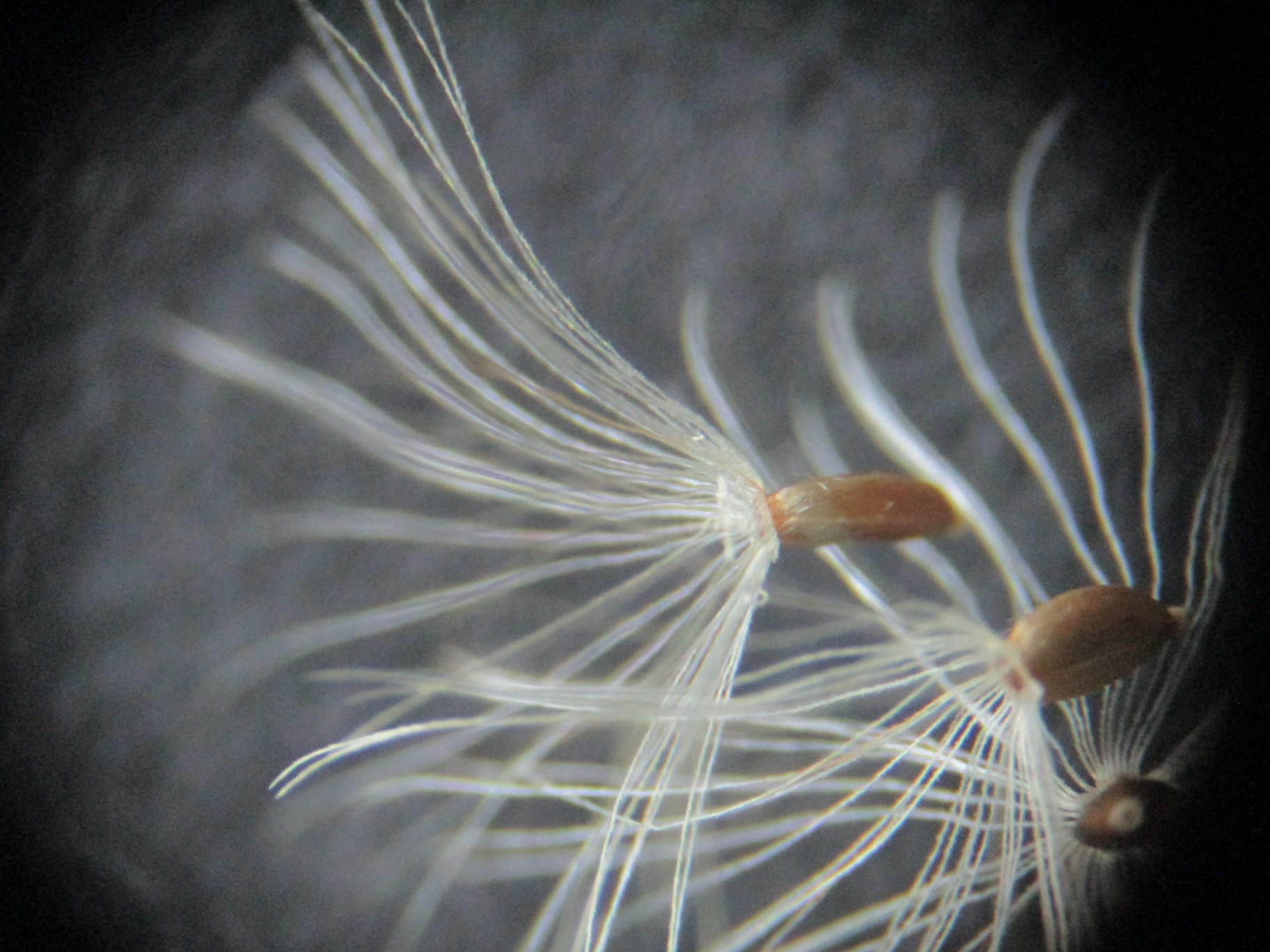
Vrucht met vruchtpluis

## Introductie in Europa
Symphyotrichum lanceolatum is geïntroduceerd in Europa. Symphyotrichum is voor het ogenblik weinig bekend in België. Veel soorten zijn sterk overeenkomstig – waarschijnlijk door hybridisatie – en vloeien min of meer in elkaar over. Hierdoor is de verspreiding en invasiegeschiedenis van Symphyotrichum in België onvoldoende bekend. Symphyotrichum lanceolatum en S. × versicolor zijn in België de meest wijdverspreide soorten binnen het geslacht, terwijl de andere waarschijnlijk zeldzaam zijn, en als efemere plant of slechts zeer lokaal ingeburgerd zijn.

## Taxonomie
De soort kan onderverdeeld worden in twee ondersoorten of vijf variëteiten:

### Ondersoorten
- S. lanceolatum subsp. lanceolatum
- S. lanceolatum subsp. hesperium

### Varíëteiten
- S. lanceolatum var. hesperium - Noord-Canada, in het westen van de Verenigde Staten en het noordwesten van Mexico
- S. lanceolatum var. hirsuticaule - Grote Merenregio van de Verenigde Staten en Canada
- S. lanceolatum var. interior - in het oosten van Canada en het noordoosten van de Verenigde Staten
- S. lanceolatum var. latifolium - in het oosten van Canada en het oosten van de Verenigde Staten
- S. lanceolatum var. lanceolatum - in het oosten en centraal Canada en de Verenigde Staten, geïntroduceerd in Europa